# Martina Berdychová
Martina Berdychová (* 29. dubna 1971 Hořice) je česká politička a pedagožka, v letech 2013 až 2017 poslankyně Poslanecké sněmovny PČR (zvolená za hnutí ANO), od roku 2008 zastupitelka Královéhradeckého kraje (v letech 2016 až 2024 také náměstkyně hejtmana), v letech 2000 až 2014 starostka obce Holovousy na Jičínsku. V letech 2012 až 2023 byla místopředsedkyní hnutí Východočeši, od roku 2023 mu předsedá.

## Život
Po absolvování gymnázia v Hořicích vystudovala učitelství pro 1. stupeň základní školy a speciální pedagogiku na Pedagogické fakultě Univerzity Karlovy v Praze (získala titul Mgr.).
V letech 1998 až 2000 působila jako učitelka v malotřídní škole v Chodovicích (místní část obce Holovousy). Je spolumajitelkou firmy Fruitstrue, s.r.o., která vyrábí ovocné mošty.
Zasedá v představenstvu Oblastní nemocnice Jičín a.s. a v dozorčí radě Zdravotnického holdingu Královéhradeckého kraje a.s. Zároveň působí v řadě spolků zaměřených na ochranu přírody a památek. Dále se angažuje ve Spolku pro obnovu venkova a je předsedkyní Mikroregionu Podchlumí a sdružení Podzvičinsko (rozvoj cestovního ruchu Podkrkonoší).

## Politické působení
Do politiky se pokoušela vstoupit, když v komunálních volbách v roce 1998 kandidovala jako nestraník za ODS do Zastupitelstva obce Holovousy v okrese Jičín, ale neuspěla (skončila jako druhá náhradnice). Postupně však rezignovali dva zastupitelé před ní a Berdychová se stala zastupitelkou obce a v roce 2000 byla zvolena starostkou. Mandát zastupitelky obce (a následně i starostky) obhájila v komunálních volbách v roce 2002 (nestraník za subjekt "Sdružení nezávislých kandidátů obcí Holovous 1"), v roce 2006 (nestraník za SNK-ED) a v roce 2010 (členka SNK-ED).
Od června 2012 byla místopředsedkyní hnutí Východočeši, v září 2023 se stala jeho předsedkyní.
Do vyšší politiky se dostala, když byla v krajských volbách v roce 2008 zvolena za SNK-ED zastupitelkou Královéhradeckého kraje. Mandát krajské zastupitelky obhájila v krajských volbách v roce 2012 jako lídryně a členka hnutí Východočeši. Předsedá Výboru pro kulturu a památkovou péči. Ve volbách v roce 2016 vedla společnou kandidátku hnutí Východočeši a hnutí STAN v Královéhradeckém kraji a podařilo se jí obhájit mandát krajské zastupitelky. Dne 14. listopadu 2016 byl zvolena náměstkyní hejtmana pro oblast školství, kultury a sportu.
Ve volbách do Poslanecké sněmovny PČR v roce 2006 kandidovala jako nestraník za SNK-ED v Královéhradeckém kraji, ale neuspěla. O sedm let později kandidovala ve volbách do Poslanecké sněmovny PČR v roce 2013 opět v Královéhradeckém kraji, tentokrát však jako členka hnutí Východočeši na třetím místě kandidátky hnutí ANO 2011 a byla zvolena poslankyní.
V komunálních volbách v roce 2014 obhájila post zastupitelky obce Holovousy, když vedla kandidátku hnutí Východočeši. O funkci starostky však již neusilovala a na podzim 2015 rezignovala i na post zastupitelky.
Ve volbách do Poslanecké sněmovny PČR v roce 2017 již nekandidovala. V krajských volbách v roce 2020 obhájila jako členka hnutí VÝCHODOČEŠI post zastupitelky Královéhradeckého kraje, když kandidovala za subjekt „Občanská demokratická strana + STAROSTOVÉ A NEZÁVISLÍ a VÝCHODOČEŠI“. Dne 2. listopadu 2020 se navíc stala náměstkyní hejtmana Královéhradeckého kraje pro sociální věci, cestovní ruch a kulturu.
V krajských volbách v roce 2024 obhájila z pozice členky hnutí VČ post zastupitelky Královéhradeckého kraje, a to na kandidátce uskupení „SILNÍ LÍDŘI pro kraj - ODS, KDU-ČSL a VÝCHODOČEŠI“. Na začátku listopadu 2024 však skončila ve funkci náměstkyně hejtmana.
Ve volbách do Poslanecké sněmovny PČR v roce 2025 kandiduje na 7. místě kandidátky hnutí STAN v Královéhradeckém kraji.